# Шалдежский сельсовет
Шалде́жский сельсовет — административно-территориальное образование, подчинённое городу областного значения Семёнов в Нижегородской области Российской Федерации.
В рамках организации местного самоуправления территория сельсовета входит в  городской округ Семёновский. С 2004 до 2011 года сельсовет как муниципальное образование имел статус сельского поселения в составе Семёновского муниципального района.
В рамках административно-территориального устройства сельсовет до 2011 года входил в Семёновский район Нижегородской области.
Административный центр сельсовета — деревня Шалдеж.

## Населённые пункты
В сельсовет входят 19 населённых пунктов:
| №  | Населённый пункт   | Тип     | Население |
| -- | ------------------ | ------- | --------- |
| 1  | Безводное          | деревня | 212       |
| 2  | Большая Дмитриевка | деревня | →0        |
| 3  | Быдреевка          | деревня | ↗37       |
| 4  | Взвоз              | деревня | ↗30       |
| 5  | Гавриловка         | деревня | ↗29       |
| 6  | Захарово           | деревня | ↘75       |
| 7  | Зименки            | деревня | ↗555      |
| 8  | Клушино            | деревня | ↗15       |
| 9  | Клюкино            | деревня | ↘28       |
| 10 | Малая Дмитриевка   | деревня | ↗5        |
| 11 | Малиновка          | деревня | ↗5        |
| 12 | Мериново           | деревня | ↗40       |
| 13 | Никитино           | деревня | ↘17       |
| 14 | Озёрочная          | деревня | ↗62       |
| 15 | Покровское         | деревня | ↗68       |
| 16 | Поломка            | деревня | ↗3        |
| 17 | Пыдрей             | деревня | ↘60       |
| 18 | Софиловка          | деревня | ↗2        |
| 19 | Шалдеж             | деревня | ↘486      |